# 福捷鎮區 (明尼蘇達州耶洛梅德辛縣)
福捷鎮區（英語：Fortier Township）是位於美國明尼蘇達州耶洛梅德辛縣的一個行政鎮區。

## 歷史
福捷鎮區於1881年成立，得名自早期商人約瑟夫‧福捷（Joseph Fortier）。

## 地方資料
福捷鎮區的面積為86.74平方千米，當中陸地面積為86.50平方千米，而水域面積為0.24平方千米。根據2020年美國人口普查的數據，當地共有人口94人，而人口密度為每平方千米1.08人。